# Kottarakkara
Kottarakkara (malabar: കൊട്ടാരക്കര) es una ciudad del estado indio de Kerala perteneciente al distrito de Kollam.
En 2011, el municipio que formaba la ciudad tenía una población de 46 366 habitantes, siendo sede de un taluk con una población total de 586 434 habitantes. El taluk comprende las siguientes localidades: Ampalakkara, Chadayamangalam, Chengamanadu, Chakkuvarakkal, Chithara, Elamad, Ezhukone, Irukunnam, Ittiva, Kadakkal, Kalayapuram, Kareepra-Edakkidom, Karickom, Kottarakkara, Kottathala, Kottukkal, Kulakkada, Kummil, Malavila, Mankode, Melila, Mylam, Neduvathur, Nilamel, Odanavattom, Panaveli, Pavithreswaram, Pooyappally, Puthoor, Sadhanathapuram, Thrikkannamangal, Ummannur, Valakom, Velinallur, Veliyam y Vettikkavala.
El topónimo local significa "tierra de palacios". Históricamente la localidad era conocida como "Elayadathu Swarupam" y era un principado de una rama colateral de la familia real de Travancore. Comenzó a albergar palacios en el siglo XIV, cuando el rey de Venad construyó el primero. Kottarakkara es conocida como el lugar de origen del kathakali, al haberse ambientado en sus palacios el drama del siglo XVIII Ramanattam.
Se ubica unos 20 km al noreste de la capital distrital Kollam, sobre la carretera 744 que lleva a Madurai.

## Clima
| Parámetros climáticos promedio de Kottarakkara, Kerala | Parámetros climáticos promedio de Kottarakkara, Kerala | Parámetros climáticos promedio de Kottarakkara, Kerala | Parámetros climáticos promedio de Kottarakkara, Kerala | Parámetros climáticos promedio de Kottarakkara, Kerala | Parámetros climáticos promedio de Kottarakkara, Kerala | Parámetros climáticos promedio de Kottarakkara, Kerala | Parámetros climáticos promedio de Kottarakkara, Kerala | Parámetros climáticos promedio de Kottarakkara, Kerala | Parámetros climáticos promedio de Kottarakkara, Kerala | Parámetros climáticos promedio de Kottarakkara, Kerala | Parámetros climáticos promedio de Kottarakkara, Kerala | Parámetros climáticos promedio de Kottarakkara, Kerala | Parámetros climáticos promedio de Kottarakkara, Kerala |
| Mes                                                    | Ene.                                                   | Feb.                                                   | Mar.                                                   | Abr.                                                   | May.                                                   | Jun.                                                   | Jul.                                                   | Ago.                                                   | Sep.                                                   | Oct.                                                   | Nov.                                                   | Dic.                                                   | Anual                                                  |
| ------------------------------------------------------ | ------------------------------------------------------ | ------------------------------------------------------ | ------------------------------------------------------ | ------------------------------------------------------ | ------------------------------------------------------ | ------------------------------------------------------ | ------------------------------------------------------ | ------------------------------------------------------ | ------------------------------------------------------ | ------------------------------------------------------ | ------------------------------------------------------ | ------------------------------------------------------ | ------------------------------------------------------ |
| Temp. máx. media (°C)                                  | 30.4                                                   | 31.2                                                   | 32.3                                                   | 32.4                                                   | 32.0                                                   | 29.9                                                   | 29.3                                                   | 29.5                                                   | 29.9                                                   | 29.8                                                   | 29.5                                                   | 29.8                                                   | 30.5                                                   |
| Temp. mín. media (°C)                                  | 22.4                                                   | 23.1                                                   | 24.5                                                   | 25.3                                                   | 25.4                                                   | 24.1                                                   | 23.6                                                   | 23.6                                                   | 23.8                                                   | 23.8                                                   | 23.4                                                   | 22.6                                                   | 23.8                                                   |
| Precipitación total (mm)                               | 17                                                     | 34                                                     | 67                                                     | 166                                                    | 261                                                    | 477                                                    | 411                                                    | 277                                                    | 228                                                    | 311                                                    | 214                                                    | 54                                                     | 2517                                                   |
| Fuente: Climate-Data.org                               |                                                        |                                                        |                                                        |                                                        |                                                        |                                                        |                                                        |                                                        |                                                        |                                                        |                                                        |                                                        |                                                        |